# Szivárgás
A szivárgás nyomáskülönbség vagy gravitáció hatására fellépő kis sebességű folyadékmozgás szemcsés felépítésű szilárd közeg összefüggő pórusrendszerében. A szivárgási sebességet az átszivárgó vízmennyiség és az átszivárgási felület, azaz a szivárgás irányára merőleges teljes keresztmetszet hányadosaként értelmezik.

## Lásd még
- Darcy-törvény